# Célula cromafín

Adrenalina

Noradrenalina

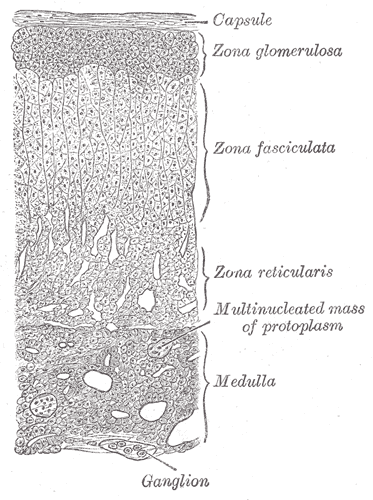
Glándula suprarenal (Médula adrenal abajo a la derecha.)

Las células cromafines (o feocromocitos) son células neuroendócrinas que se encuentran en la médula suprarrenal y en los ganglios del sistema nervioso autónomo. Embriológicamente se derivan de la cresta neural. 

## Embriología
En la quinta semana de desarrollo fetal, los neuroblastos migran desde la cresta neural para formar la cadena simpática (posterior sistema nervioso simpático) y ganglios preaórticos. De allí las células migran por segunda vez a la médula adrenal. Las células cromafines se ubican también cerca a los ganglios simpáticos, el nervio vago y los paraganglios de las arterias carótidas. En baja cantidad, estas células también se localizan en la pared vesical, la próstata y el hígado.

Después de la pérdida de las características de las neuronas, esas células se diferencian en células cromafines de la médula suprarrenal (AMCC) con función endócrina.

## Función
Las células cromafines de la médula adrenal están inervadas por los nervios esplácnicos y secretan adrenalina (epinefrina), noradrenalina (norepinefrina) y encefalina. Estas catecolaminas juegan un papel importante en la respuesta al estrés. También se usa el término gránulos cromafines, para el sitio donde la enzima dopamina hidroxilasa cataliza la conversión de dopamina a noradrenalina. Existen formas distintas de células, N y E (norepinefrina y epinefrina); inicialmente se produce noradrenalina y luego se desplaza fuera de las células, interactúan con glucocorticoides y se convierte a epinefrina.

## Nomenclatura
Estas células reciben este nombre debido a que pueden ser visualizadas por medio de tinciones con sales de cromo. Estas sales oxidan y polimerizan las catecolaminas que de este modo se visualizan de color marrón, más notable en las células que secretan noradrenalina.